# Schrödingerova rovnice
Schrödingerova rovnice je pohybová rovnice nerelativistické kvantové teorie. V roce 1925 ji formuloval Erwin Schrödinger. Popisuje časový a prostorový vývoj vlnové funkce částice, která se pohybuje v poli sil. Tato rovnice má v kvantové mechanice stejné postavení jako druhý Newtonův zákon v klasické mechanice.

## Vznik rovnice
Schrödingerova rovnice ve své době přirozeně vyplynula z předchozích výzkumů.
V roce 1905 došel Albert Einstein při studiu fotoelektrického jevu ke vztahu
{\displaystyle E=hf\;},
který vyjadřuje vztah mezi energií E a frekvencí f kvanta elektromagnetického záření (fotonu), přičemž h označuje Planckovu konstantu.
V roce 1924 přišel Louis de Broglie s hypotézou, podle které přísluší všem částicím (nejen fotonům) vlnová funkce {\displaystyle \psi }, přičemž vztah mezi hybností částice a vlnovou délkou vlny, která byla částici přiřazena (tzv. de Broglieho vlna) vyjádřil vztahem
{\displaystyle p=h/\lambda \;}.
De Broglie pomocí těchto vln také ukázal, že Einsteinův vztah {\displaystyle E=hf} platí nejen pro fotony, ale i pro částice látky.
Pro energii a hybnost lze pomocí úhlové frekvence {\displaystyle \omega =2\pi f\;} a vlnového čísla {\displaystyle k=2\pi /\lambda \;}, kde {\displaystyle \hbar } je redukovaná Planckova konstanta získat vztahy
{\displaystyle E=\hbar \omega }
{\displaystyle \mathbf {p} =\hbar \mathbf {k} \;}.

Schrödinger vyšel z předpokladu, že pohyb částice můžeme spojovat s de Broglieho vlnou. Rovinnou harmonickou vlnu šířící se ve směru osy x v čase t lze popsat komplexní funkcí
{\displaystyle \Psi =A\mathrm {e} ^{-\mathrm {i} \omega \left(t-{\frac {x}{v}}\right)}},
kde {\displaystyle \omega } je úhlová frekvence, {\displaystyle v} je fázová rychlost a {\displaystyle A} amplituda vlny. To lze dle výše uvedených předpokladů přepsat do tvaru
{\displaystyle \Psi =A\mathrm {e} ^{-{\frac {\mathrm {i} }{\hbar }}\left(Et-px\right)}}.
Tento vztah popisuje částici s celkovou energií {\displaystyle E} a hybností {\displaystyle p}, která se pohybuje ve směru osy x. Označujeme ji také jako vlnovou funkci volné částice. Tento vztah však také představuje řešení Schrödingerovy rovnice, jejíž tvar z něj můžeme odhadnout.
Celkovou energii (nerelativistické) částice v potenciálním poli lze zapsat jako
{\displaystyle E=E_{k}+E_{p}={\frac {p^{2}}{2m}}+V},
kde {\displaystyle E_{k}} je kinetická energie částice, {\displaystyle V=E_{p}} je potenciální energie částice (v teoretické fyzice je zvykem potenciální energii značit jako V, kinetickou energii jako T), {\displaystyle p} je hybnost a {\displaystyle m} je hmotnost částice.
Derivací vlnové funkce volné částice získáme následující vztahy
{\displaystyle {\frac {\partial ^{2}\Psi }{\partial x^{2}}}=-{\frac {p^{2}}{\hbar ^{2}}}\Psi }
{\displaystyle {\frac {\partial \Psi }{\partial t}}=-\mathrm {i} {\frac {E}{\hbar }}\Psi }.
Dosazením do výrazu pro celkovou energii získáme
{\displaystyle E\Psi =\mathrm {i} \hbar {\frac {\partial \Psi }{\partial t}}={\frac {p^{2}}{2m}}\Psi +V\Psi =-{\frac {\hbar ^{2}}{2m}}{\frac {\partial ^{2}\Psi }{\partial x^{2}}}+V\Psi }.
Časově závislý tvar jednorozměrné Schrödingerovy rovnice lze tedy zapsat jako
{\displaystyle \mathrm {i} \hbar {\frac {\partial \Psi }{\partial t}}=-{\frac {\hbar ^{2}}{2m}}{\frac {\partial ^{2}\Psi }{\partial x^{2}}}+V\Psi }.

V trojrozměrném prostoru má časová Schrödingerova rovnice tvar
{\displaystyle \mathrm {i} \hbar {\frac {\partial \psi }{\partial t}}=-{\frac {\hbar ^{2}}{2m}}{\Delta }\psi +V\psi },
kde {\displaystyle \Delta } je Laplaceův operátor.

Schrödinger pomocí této rovnice spočítal spektrální čáry vodíku, kdy popsal elektron jako vlnu nacházející se v potenciálové jámě vytvořené protonem (tedy jádrem atomu). Tento výpočet souhlasil s experimenty, výsledky Bohrova modelu atomu a také s maticovou mechanikou Wernera Heisenberga, přičemž Schrödinger nepotřeboval uvažovat s nekomutativností pozorovatelných, jak tomu bylo právě v maticové mechanice. Schrödinger svou práci o vlnové funkci a spektrálních čarách publikoval v roce 1926.
Schrödingerova rovnice určuje chování vlnové funkce, avšak neurčuje, co vlastně vlnová funkce je. Interpretaci vlnové funkce jako amplitudy pravděpodobnosti předložil v roce 1926 Max Born. Jsou však i jiné interpretace kvantové mechaniky.

## Obecné vyjádření
V obecném tvaru se Schrödingerova rovnice zapisuje jako
{\displaystyle {\hat {H}}(t)\Psi (\mathbf {r} ,t)=\mathrm {i} \hbar {\frac {\partial \Psi (\mathbf {r} ,t)}{\partial t}}},
kde {\displaystyle {\hat {H}}} je časově závislý Hamiltonův operátor (hamiltonián) popisující pohyb částice v časově závislých vnějších polích. Ten vyjadřuje ve formě operátoru celkovou energii částice jako součet kinetické a potenciální energie. Výraz na pravé straně vyjadřuje časovou změnu vlnové funkce. Tato obecná Schrödingerova rovnice bývá také označována jako časová nebo nestacionární.
Obecné nestacionární řešení časové Schrödingerovy rovnice s časově nezávislým hamiltoniánem lze vyjádřit prostřednictvím rozvoje do ortonormálních stacionárních stavů, tzn.
{\displaystyle \Psi (\mathbf {r} ,t)=\sum _{n}c_{n}\psi _{n}(\mathbf {r} )\mathrm {e} ^{-{\frac {\mathrm {i} }{\hbar }}E_{n}t}},
kde {\displaystyle c_{n}} jsou časově nezávislá komplexní čísla určená počáteční podmínkou {\displaystyle \Psi (\mathbf {r} ,t=t_{0})}. Střední hodnota energie těchto stavů je na čase nezávislá.

## Stacionární Schrödingerova rovnice
Zvláštním případem Schrödingerovy rovnice je tzv. stacionární (časově nezávislá, bezčasová nebo nečasová) Schrödingerova rovnice, kterou lze získat za předpokladu, že vývoj systému je popsán Schrödingerovou rovnicí, v níž je {\displaystyle {\hat {H}}} časově nezávislý hamiltonián popisující pohyb částice v časově nezávislých vnějších polích.
V takovém případě lze provést separaci proměnných a hledat vlnovou funkci ve tvaru
{\displaystyle \Psi (\mathbf {r} ,t)=\psi (\mathbf {r} )\varphi (t)}.
S tímto předpokladem dostaneme po dosazení do Schrödingerovy rovnice:
{\displaystyle \mathrm {i} \hbar {\frac {\frac {\mathrm {d} \varphi (t)}{\mathrm {d} t}}{\varphi (t)}}={\frac {{\hat {H}}\psi (\mathbf {r} )}{\psi (\mathbf {r} )}}}.
Obě strany výsledné rovnice se musí rovnat konstantě, kterou označíme {\displaystyle E}. Tato konstanta má rozměr energie. Za uvedených předpokladů tak dostáváme dvě rovnice, přičemž první z nich se označuje jako stacionární Schrödingerova rovnice
{\displaystyle {\hat {H}}\psi (\mathbf {r} )=E\psi (\mathbf {r} )}
{\displaystyle \mathrm {i} \hbar {\frac {\mathrm {d} \varphi (t)}{\mathrm {d} t}}=E\varphi (t)}.
Rozepsáním hamiltoniánu lze získat:
{\displaystyle \Delta \Psi +{\frac {2m}{\hbar ^{2}}}(E-V)\Psi =0}.

Vzhledem k tomu, že časově nezávislý hamiltonián se vyskytuje např. u popisu chování elektronu v atomu, představuje stacionární Schrödingerova rovnice velmi významnou rovnici kvantové mechaniky.

### Stacionární stav
Podle stacionární rovnice jsou energie {\displaystyle E} vlastními čísly hamiltoniánu {\displaystyle {\hat {H}}} (hovoří se též o vlastních energiích). K určení vlastních energií lze integrovat druhou rovnici, čímž získáme
{\displaystyle \varphi _{n}(t)=N\mathrm {e} ^{-{\frac {\mathrm {i} }{\hbar }}E_{n}t}},
kde {\displaystyle N} je normovací konstanta, kterou lze obvykle položit {\displaystyle N=1}.
Stavy s vlastními energiemi {\displaystyle E_{n}} lze tedy popsat vlnovými funkcemi
{\displaystyle \Psi _{n}(\mathbf {r} ,t)=\psi _{n}(\mathbf {r} )\mathrm {e} ^{-{\frac {\mathrm {i} }{\hbar }}E_{n}t}}.
Takové stavy se označují jako stacionární stavy. Stacionární stavy jsou zvláštností kvantové fyziky. V klasické mechanice se sice také vyskytují (např. nehybný hmotný bod), jedná se však vždy o případy z hlediska klasické mechaniky nezajímavé.
Hustota pravděpodobnosti stacionárního stavu na čase nezávisí, tzn.
{\displaystyle {\left|\Psi _{n}(\mathbf {r} ,t)\right|}^{2}={\left|\psi _{n}(\mathbf {r} )\right|}^{2}}.
Střední hodnota libovolného časově nezávislého operátoru {\displaystyle {\hat {A}}} ve stacionárních stavech {\displaystyle \Psi _{n}} nezávisí na čase, tedy
{\displaystyle \langle {\hat {A}}\rangle _{n}=\int \Psi _{n}^{\star }(\mathbf {r} ,t){\hat {A}}\Psi _{n}(\mathbf {r} ,t)\mathrm {d} V=\int \psi _{n}^{\star }(\mathbf {r} ){\hat {A}}\psi _{n}(\mathbf {r} )\mathrm {d} V}.
Pro stacionární stavy je také hustota toku pravděpodobnosti {\displaystyle j} nezávislá na čase.

## Vlastnosti
Protože Schrödingerova rovnice obsahuje na jedné straně první parciální derivace vlnové funkce podle času a na druhé straně druhé derivace podle prostorových souřadnic (Laplaceův operátor), není tato rovnice invariantní vůči Lorentzově transformaci. Není tedy v souladu se speciální teorií relativity. Nejedná se tedy o relativistickou rovnici. Relativistickou obdobou Schrödingerovy rovnice jsou např. Diracova rovnice nebo Kleinova–Gordonova rovnice.
Schrödingerova rovnice umožňuje jednoduše formulovat a vyřešit v kvantové mechanice problémy jako lineární harmonický oscilátor, částice v potenciálové jámě nebo vodíku podobný atom. Vysvětluje stabilitu atomů, která byla pro klasickou fyziku záhadou. Umožnila pevné propojení fyziky s chemií, protože vysvětlila nejen ionizační energie prvků, ale i různorodost jejich chemického chování pomocí orbitalů tvořících atomový obal. Tyto poznatky umožnily vysvětlit čáry ve spektru zářících těles a pochopit tak stavbu a vývoj hvězd analýzou jejich světla.